# Maria de les Neus de Portugal
Maria de les Neus de Bragança (Kleinheubach, Alemanya, 1852 - Viena, 1941) fou Infanta de Portugal amb el tractament d'altesa reial per la branca dels miquelistes, que esdevingué, per casament, Infanta d'Espanya amb el tractament inherent d'altesa reial.

Nascuda a la ciutat de Kleinheubach, on el pretendent miquelista s'havia retirat després del 1834, el dia 5 d'agost del 1852. Filla del rei Miquel I de Portugal i de la princesa Adelaida de Löwenstein-Wertheim-Rosenberg era neta per via paterna del rei Joan VI de Portugal i de la infanta Carlota Joaquima d'Espanya i per via materna del príncep Constantí de Löwenstein-Wertheim-Rosenberg i de la princesa Agnès de Hohenlohe-Lagenburg.

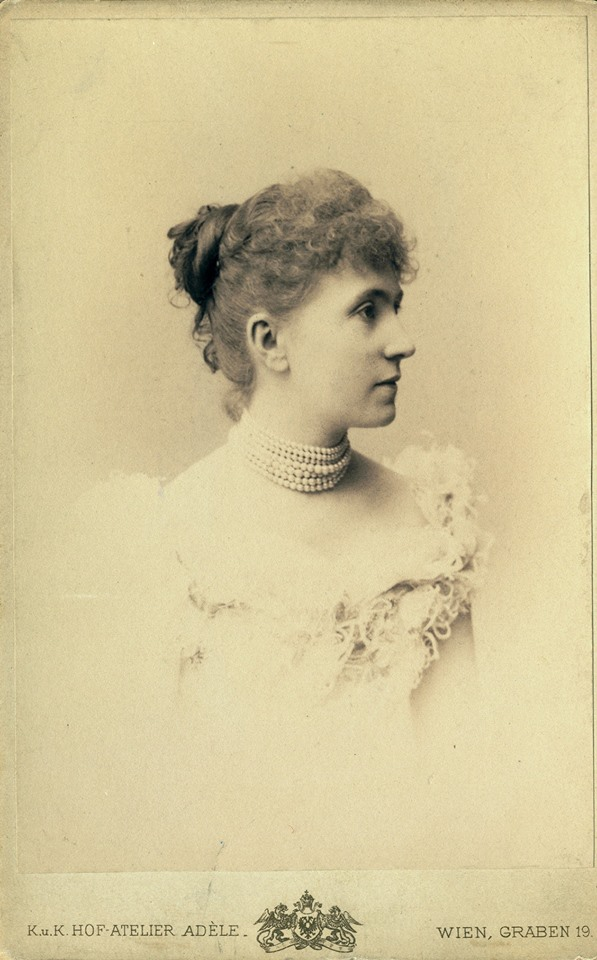
La infanta Maria de les Neus de Bragança, Infanta d'Espanya.

El dia 26 d'abril del 1871 es casà a Kleinheubach amb l'infant Alfons de Borbó, fill de l'infant Joan de Borbó i de l'arxiduquessa Maria Beatriu d'Àustria-Este.
Maria de les Neus acompanyà el seu marit per terres catalanes, aragoneses i valencianes, en la direcció de les tropes carlines durant la tercera carlinada, entrant a Catalunya el 30 de desembre del 1872 i sortint il·lesa d'un atac el 2 de març de 1873, en arribar a la Serra del Grau després d'intentar prendre Berga.
Maria de les Neus fou molt popular entre les tropes carlines, amb les que convisqué i compartí llargues marxes a cavall i que la coneixien com a Doña María de las Nieves o Doña Blanca.
El 1874, enfrontat amb Savalls pel control de les forces carlines del Principat i no sentint-prou recolzat pel seu germà Carles, Alfons renuncià al seu càrrec i marxà amb Maria de les Neus a l'exili. La parella no tingué fills i residí durant tota la seva vida entre Alemanya i Àustria, si bé feren algunes estades esporàdiques a Espanya.
Moriren tots dos a l'exili: Alfons l'any 1936 i la infanta Maria de les Neus el 1941.